# Palazzo Del Pezzo
Il Palazzo Del Pezzo è un edificio di valore storico e architettonico di Napoli, ubicato in via Gennaro Serra, dietro Piazza del Plebiscito.

## Storia e descrizione
Il palazzo venne probabilmente eretto alla fine del XVI secolo, in quanto la veduta Baratta del 1629 mostra già l'attuale via Gennaro Serra stretta tra due cortine di edifici. La relazione censuaria del Galluccio del 1689 rileva la divisione del suolo su cui sorge tra i Monasteri della Solitaria e di Santo Spirito di Palazzo. Il Catasto del 1815, voluto dal re Murat, ne intesta la proprietà a "D'Avalos, duca di Celenza" e ne annuncia anche il parziale abbattimento. Infatti, nell'ambito della grande operazione urbanistica che portò alla creazione dell'attuale Piazza del Plebiscito, l'appendice meridionale del palazzo venne resecata per permettere l'apertura della piazzetta Carolina. Attraverso l'Almanacco Reale del Regno delle due Sicilie del 1857 sappiamo che prima dell'Unità d'Italia vi fu un ulteriore cambio di proprietà nella famiglia Del Pezzo. Pasquale Del Pezzo (1809-1884), sesto duca di Caianello e gentiluomo di camera di Ferdinando II delle Due Sicilie, probabilmente acquistò l'edificio dai D'Avalos al fine di dotare il suo casato di una dimora vicina a quella reale. Inoltre il medesimo duca, da uomo colto e dai molteplici interessi, accumulò nei suoi appartamenti una ricca biblioteca privata, schedata alla sua morte dal notaio Campanile. Nel corso della Seconda Guerra Mondiale il palazzo venne colpito da un bombardamento che arrecò danni che per fortuna poterono essere riparati grazie al supporto di Donna Anna del Pezzo, nipote del Duca e prima donna Architetto di Napoli.
Il palazzo si presenta con un aspetto ottocentesco; tuttavia alcuni elementi architettonici denunciano la sua origine più antica. La facciata ha cinque piani e una terrazza angolare al quarto. Alla base del prospetto su via Serra vi è al centro il possente portale a bugne seicentesco. Oltrepassato il piccolo androne, sulla cui volta è affrescato lo stemma di famiglia, si raggiunge il cortile sulla cui parete destra si apre un'esile scala aperta settecentesca a due arcate. 
Allo stato attuale è un condominio adeguatamente manutenuto e abitato in parte ancora dai discendenti della famiglia eponima.

## Altre immagini

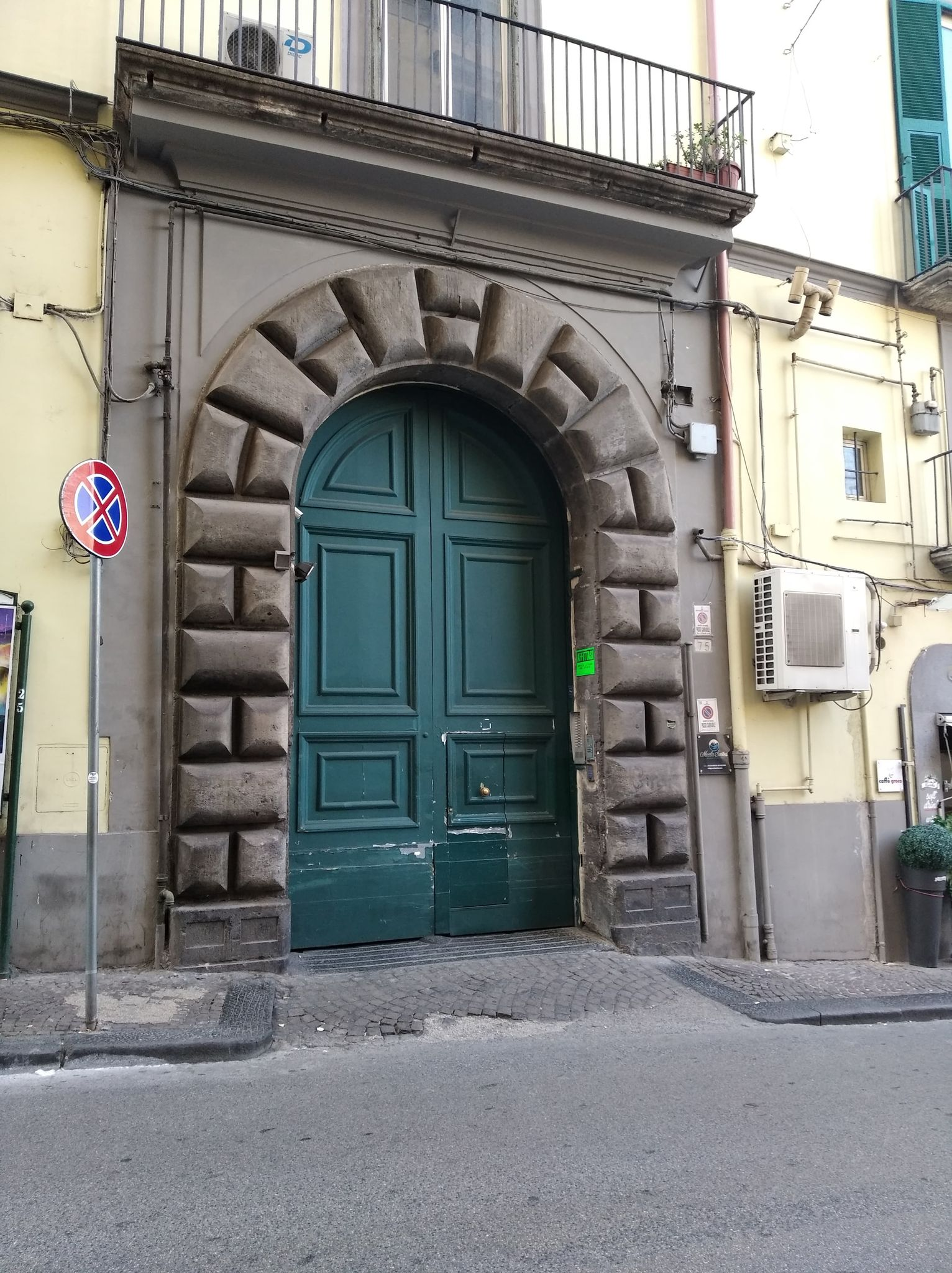
Il portale